# Ортодоксна синагога у Прешову
Православна синагога у Прешову једна је од многобројних Синагога у Словачкој, која је свечано отворена на фестивалу Јом Кипур 1898. године. Синагога је изграђена у маварском стилу са уметнички вредним ентеријером и екстеријером. У 1989. је америчка организација Пацифик јеврејски центар, са седиштем у Лос Анђелесу, изразила је интересовање за транспорт унутрашњости синагоге у САД. Упркос подршци неких партијских функционера, план није спроведен, углавном због противљења чланова јеврејске заједнице у Прешову, али и због промене социјалне ситуације

## Положај, размештај и заштита
Православна синагога у Прешову  се налази се у једној од споредних улица у историјском центру града Прешова, у улици Окружна.
Синагога је део предграђа у коме се налазе ретке, до данас сачуване, јеврејске комуналне институција које се састоје од молитвене куће, чедара - јеврејске школе, рабината и ритуалне кланице, коју је православна заједница изградила на подручју иза градских зидина.
Комплекс зграда је национални споменик културе регистрован ЗПФ Словачке под бр. 3350.

## Историја
Прешов је био слободан краљевски град у коме Јевреји вековима нису смели да се насељавају. Живели су у оближњем селу Шебеш-Келемеш (данашње Љуботице), одакле су пословно долазили у Прешов.
Први Јевреј који је стално живео у граду био је утицајни бизнисмен Марек Холандер, који је успео да се настани у граду упркос протестима многих грађана. Дао је саградити Нептунову фонтану на главном тргу. Његов син Лео постао је први председник јеврејске заједнице у Прешову 1830. године и био је један од водећих бораца за равноправност Јевреја у Мађарској.
После 1871. године у граду су постојале две јеврејске заједнице, неолошка и ортодоксна.
Град Прешов је оживео крајем 18. и почетком 19. века , када су становништво Прешова увећали досељеници из других градова. Са оснивањем Грчке католичке бискупије у 1816. године овде је почело да долази више Русина, а крајем 18. века у Прешову је је формирана и ортодоксна јеврејска заједница. Производња соли имала је велики економски значај за град, па је у 19. веку застарели систем вађења соли замењен савременијим великим комплексом.
Велику ортодоксну синагогу изградила је у периоду од 1897. до 1898. године грађевинска компанија Koláček и Wirth. Зграда је окренута ка југоистоку у правцу Јерусалима (у правцу Свете Земље). Трошкови изградње синагоге износили су 48.000 ондашњих злота.
Током окупације Прешова у Другом светском рату, синагога је служила сврси до 1942. године. У пролеће и лето те године, заједно са суседним подручјем, постала је место окупљања Јевреја Прешова непосредно пре депортација у немачке логоре. Од 1941. године немачка војска је синагогу користила за радионицу и гаражу.
Пре Другог светског рата у Прешову је живело 4.308 Јевреја, што је представљало 17,6% укупног становништва.    
По завршетку Другог светског рата и ослобођења Словачке у синагоги је била  кухиња за повратнике.
Након неопходних оправки и доградњи ентеријера, синагога је свечано је освећен у октобру 1948. године, синагога поново постаје молитвени дом и данас служи као једина синагога  јеврејске верске заједнице у Прешову, за  око 50 чланова, активнејеврејска верска заједница у Прешову.
У августу 1991. године, у дворишту испред улаза у синагогу у присуству највиших словачких државних званичника откривен је споменик посвећен страдању више од 6.000 становника Прешова и околине у холокаусту.
Од када у административном смислу синагога припада Словачком националном музеју, Одељење јеврејске културе у Братислави у новембру 1993. године, инсталирао је део збирки предратног Прешовског јеврејског музеја, након што је она  враћена из Прага, у женској галерији синагоге.

### Архитектонске одлике
Православна синагога у Окружној улици у Прешову изграђена је крајем 19. века у неороманичко-маварском стилу према пројекту у граду Токају.
Спољашњост зграде има глатке фасаде, подељене танким прозорима. Унутрашњост је импресивна, украшена богатим фрескама у оријенталном стилу. На источној страни је арка која се користи за чување свитака Торе. У средини доминира повишено место са столом за обожавање који се користи за читање Торе. Aeron-ha-codech , или kовчег који је служио за чување Торе, дело је кошичког вајара Башова, а фреске су дело сликара  Андреја Гразла (које су, упркос знатним оштећењима зграде и без темељне реконструкције, до сада задржале првобитан изглед, изражајност и облик). Према мишљењу стручњака богато украшени ентеријери ову синагогу са потпуно очуваним инвентаром сврставају у најатрактивније јеврејске споменике културе у Словачкој.

### Допунски садржаји
На подручју Јеврејске верске заједнице у Прешову посетиоци могу видети не само саму синагогу већ и зграде Клаусова синагога (chasidského bejt midrašu), рабинат, ритуална кланица, школа и месна канцеларија. На средини дворишта налази се спомен посвећен холокаусту. У Прешову су сачувана бивша неолошка синагога у Конштантиновој улици, која данас служи као продавница и три јеврејска гробља.
У саставу синагога је и стална поставка Барканијева колекције јудајки, као и предмети из оригиналног јеврејског музеја, који је основан у Прешову 1928. године.
- Спољашњи изглед синагоге у Прешову

## Синагога као музејска поставка
Први јеврејски музеј у Прешову, који је уједно и један од првих у Словачкој, отворен је 1931. године у згради Кумшта, на иницијативу председавајућег геолошке заједнице инг. Еуген Баркани и др. Теодор Аустерлитз, сина чувеног рабина из Прешова.
Током Другог светског рата његове активности су заустављене. Како после рата није било интереса за обнављање музеја, инг. Баркани је посредовао у преносу колекције у Државни јеврејски музеј у Прагу, у чијим депоима је чувана до распада Чехословачке.
Артефакти су враћени 1993. године, а 25. новембра 1993. године постали су део колекције која је стављен на располагање јавности као Стална изложба Барканијеве збирка јудајки у православној синагоги Прешов. Колекција се налази у женској галерији Синагоге.
Колекцијом управља Музеј јеврејске културе из Братислава, који је део Словачког националног музеја.
- Музејска поставка синагоге у Прешову